# بروموکلروفلورویدومتان
بروموکلروفلورویدومتان (به انگلیسی: Bromochlorofluoroiodomethane) با فرمول شیمیایی CIBrClF یک ترکیب شیمیایی است. که جرم مولی آن ۱۱۵٫۳۵۷ g/mol می‌باشد. 